# 城方桥
城方桥，位于云南省曲靖市沾益区盘江镇方城社区方城村北，跨越珠江上游南盘江是一座三孔石拱桥，建于清代。桥长30米、高4.2米、宽6米，每孔跨径均为6.2米。是会泽至曲靖、沾益铜运古道上的重要桥梁。2019年12月16日公布为沾益区文物保护单位。